# Нич, Герман
Герман Нич (нем. Hermann Nitsch; 29 августа 1938[…], Вена[…] — 18 апреля 2022, Мистельбах, Мистельбах) — австрийский художник, один из основных представителей венского акционизма.

## Биография
Герман Нич родился и вырос в Вене.
Во время обучения в венском «Графическом высшем учебном заведении» (нем. Höhere Graphische Bundes-Lehr- und Versuchsanstalt) вошёл в круг венских акционистов. Прочими участниками неформального художественного объединения, проповедовавшего радикальный авангард были: Гюнтер Брус, Отто Мюль, Рудольф Шварцкоглер.
Абстрактные картины Нича, как и его перформансы, были вдохновлены его отстранённым взглядом на человечество и гуманизм в целом. В 1950-х годах Нич задумал театр «Orgien Mysterien» и поставил около 100 спектаклей в период с 1962 по 1998 год.
В 1966 году он был с Йоко Оно, Густавом Мецгером, Гюнтером Брусом, Отто Мюлем, Вольфом Фостелем, Хуаном Идальго и другими в качестве участника симпозиума «Разрушение в искусстве» (DIAS) в Лондоне.